# 엘머 베넷

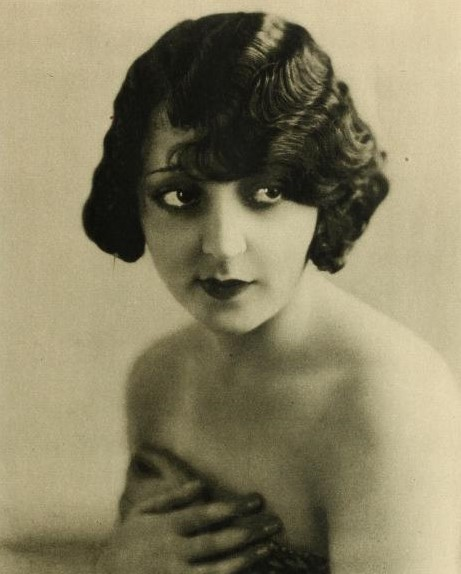

엘머 베넷(Alma Bennett, 1904년 4월 9일 ~ 1958년 9월 16일)은 미국의 배우, 영화배우이다.
시애틀에서 태어났으며 로스앤젤레스에서 사망하였다.

## 영화
- 긴 바지 (1927년)
- 잃어버린 세계 (1925년) - 글레이디스 헝거포드 역